# Torre della Borsa di Montréal
La Torre della Borsa (in francese: Tour de la Bourse) è un grattacielo di Montréal, in Canada, che ospita la sede della Borsa. La struttura ha 48 piani ed è alta 194 metri.

## Storia
Fu costruita tra il 1963 e il 1964 su progetto architettonico del 1962 di Luigi Moretti e strutturale di Pier Luigi Nervi.
Originariamente furono previste 4 torri agli altrettanti lati di un lotto a forma di losanga, ma in seguito le torri furono ridotte a due, e alla fine a una sola, realizzata in meno di un anno di lavoro (351 giorni).

## Descrizione
Si trova in Square Victoria, a pochi passi dal Palazzo dei Congressi, ed è, come gli altri edifici nella zona, collegato alla città sotterranea di Montréal.
La Torre della Borsa di Montréal si compone di tre blocchi esattamente sovrapposti e divisi da due spazi rientranti in alluminio cromato che creano come un effetto di vuoto. L'edificio è considerato una delle opere più significative del periodo tra lo stile internazionale e il postmodernismo e consacrò definitivamente l'ingegnere italiano Pier Luigi Nervi (allora già sessantanovenne) al grande pubblico mondiale (seguiranno poi la cattedrale di San Francisco e l'ambasciata italiana a Brasilia).